# Призренско-Прищинска епархия
Апостолическата администратура в Призрен е апостолическа администратура с диоцез Република Косово. Учредена през 2000 година чрез отделянето ѝ от Скопската апостолическа администратура с диоцез Северна Македония.